# ГЕС Руакана
ГЕС Руакана — гідроелектростанція у прикордонному районі Намібії та Анголи. Знаходячись після ГЕС Матала, становить нижній ступінь каскаду на річці Кунене, яка тече з півночі та в районі станції завертає на захід до Атлантичного океану, утворюючи кордон між названими країнами.
Будівництво греблі почали у 1970-х роках, коли Намібія перебувала під управлінням Південно-Африканської Республіки, а Ангола входила до португальської колоніальної імперії. За єдиним задумом з ГЕС Ruacana вище по течії Кунене (на ангольській території) зводилась гребля ГЕС Gove, котра повинна була утворити головний резервуар для накопичення ресурсу в інтересах всього каскаду. Ця гребля була готова вже у 1973-му, а в 1978-му в цілому завершили споруди комплексу Руакана. Втім, на той момент Ангола вже кілька років як отримала незалежність, а до влади прийшов підтримуваний СРСР уряд. Це призвело до конфлікту з ПАР, внаслідок якого ангольці не давали згоди на закриття шлюзів та початок роботи гідровузла. В підсумку у 1980-му південноафриканці самостійно запустили ГЕС Руакана в експлуатацію, що призвело до кампанії саботажу на лінії електропередач, якою транспортувалась її продукція. Знадобився певний час щоб налагодити ефективну протидію диверсійним актам.
За проектом річку на ангольській території перекрили греблею, яка утворила водосховище з припустимим коливанням рівня між позначками 895 та 903 метри НРМ (максимальний рівень під час повені становить 904,5 метра НРМ). Від греблі через лівобережний масив (вже на намібійській території) проклали дериваційний тунель довжиною 1,5 км, з яких 1,2 км виконано в діаметрі 8,3 метра, а залишок в діаметрі 7,4 метра. Тунель складається із двох гілок — нисхідної та висхідної, занурюючись під землю на глибину до 30 метрів. Він завершується у відкритому ставку-накопичувачі площею поверхні 3000 м2 та глибиною 32 метри, на спорудження якого пішли 75 тис. м3 бетону. Звідси починаються чотири напірні шахти діаметром по 3,6 метра, котрі складаються з вертикальної (120 метрів) та горизонтальної (55 метрів) ділянок.
Машинний зал споруджений у підземному виконанні та має розміри 142х16 метрів при висоті 37 метрів. Доступ до нього здійснюється через придатний для пересування автотранспорту тунель довжиною 360 метрів з перетином еквівалентним діаметру 8,5 метра. Крім того, існує ліфтова шахта висотою 134 метри та діаметром 6,6 метра. Також під землею знаходиться приміщення для трансформаторного обладнання розмірами 126х16 метрів і висотою 15 метрів.
В 1970-х роках ГЕС обладнали трьома турбінами типу Френсіс потужністю по 82 МВт, які працюють при напорі у 134 метри. В 2012-му до них додали додали четверту того ж типу потужністю 92 МВт, що використовує напір у 131 метр. Відпрацьована турбінами вода потрапляє у підземну балансувальну камеру розмірами 70х12х28 метрів, з якої до річки прямує відвідний тунель довжиною 0,7 км з перетином 11х14 метрів.
Трансформаторний хол пов'язує з поверхнею кабельна шахта довжиною 113 метрів та діаметром 3 метра. В подальшому електроенергія передається по ЛЕП довжиною 570 км, що працює під напругою 330 кВ.
Можливо відзначити, що загальний обсяг вибірки порід з-під землі порід при спорудженні комплексу становив 415 тисяч м3, з яких 135 тис. м3 припадає на приміщення, а 280 тис. м3 на тунелі та шахти.